# کینگ کوو (آلاسکا)
کینگ کوو (به انگلیسی: King Cove) شهری در بخش الوتینس شرقی ایالت آلاسکا است که جمعیت آن در سرشماری سال ۲۰۰۰ میلادی ۷۹۲ نفر بوده‌است.